# 早池峰國定公園
早池峰國定公園（日语：／ Hayachine Kokutei Kōen），是位在日本岩手縣的國定公園。1982年6月10日指定。總面積5,463ha。
公園涵蓋早池峰山與其周邊的藥師岳、雞頭山。早池峰山山體為蛇紋岩質，有少見的特有種植物生長，是日本全國重要的高山植物寶庫。

## 主要景點
- 早池峰山
- 藥師岳

## 關連市町村
- 岩手縣 - 遠野市、花卷市、宮古市

## 關連項目
- 國定公園
- 日本百名山

## 外部連結
- （日語）早池峰國定公園 （页面存档备份，存于）